# Húsavík
Húsavík es una pequeña localidad en el norte de Islandia a las orillas de la bahía de Skjálfandi. 

## Ubicación
Húsavík es una ciudad costera del frente septentrional de Islandia, en la zona sur del Océano Ártico.
El poblado se encuentra al norte del municipio de Norðurþing, en la zona noroccidental de la región de Norðurland Eystra, en el condado de Norður-Þingeyjarsýsla.

## Población y economía
La población vive principalmente del turismo y de la pesca así como del comercio y la industria a pequeña escala.
Húsavík concentra la mayor parte de la población de Norðurþing.

## Hitos
La ciudad de Húsavík es conocida por su iglesia de madera inaugurada en 1907 con una torre que mide 26 m metros de altura, así como por encontrarse cerca de la región de Mývatn, que posee una importante fauna. El complejo Safnahúsið se compone de varios museos como el Museo de la Navegación, el Museo del Arte y el Museo de Ciencias naturales. En el centro hay algunas casas históricas como p. ej. el edificio Formannshús construido en 1898.
En 2021 fue inaugurado en Húsavík el Museo de Eurovisión, creado tras el estreno de la película de 2020 Eurovision Song Contest: The Story of Fire Saga.

## Infraestructura
Húsavík cuenta con un hotel, hostales, restaurantes, un hospital, una farmacia, varias tiendas, una biblioteca, una piscina pública, un campo de fútbol, un campo de golf, un camping, una gasolinera, y un taller de reparaciones. En invierno hay un remonte de esquí. Varias empresas organizan excursiones para observar ballenas y para visitar el lago Myvatn y el salto Dettifoss. 

### Gardar Svavarsson
El primer habitante del que se tiene constancia que permaneció en Húsavík fue el vikingo de origen sueco Gardar Svavarsson quien dio a la zona el nombre de Garðarshólmi. Hoy en día, un monumento en su honor recuerda aún este hecho.

## Galería

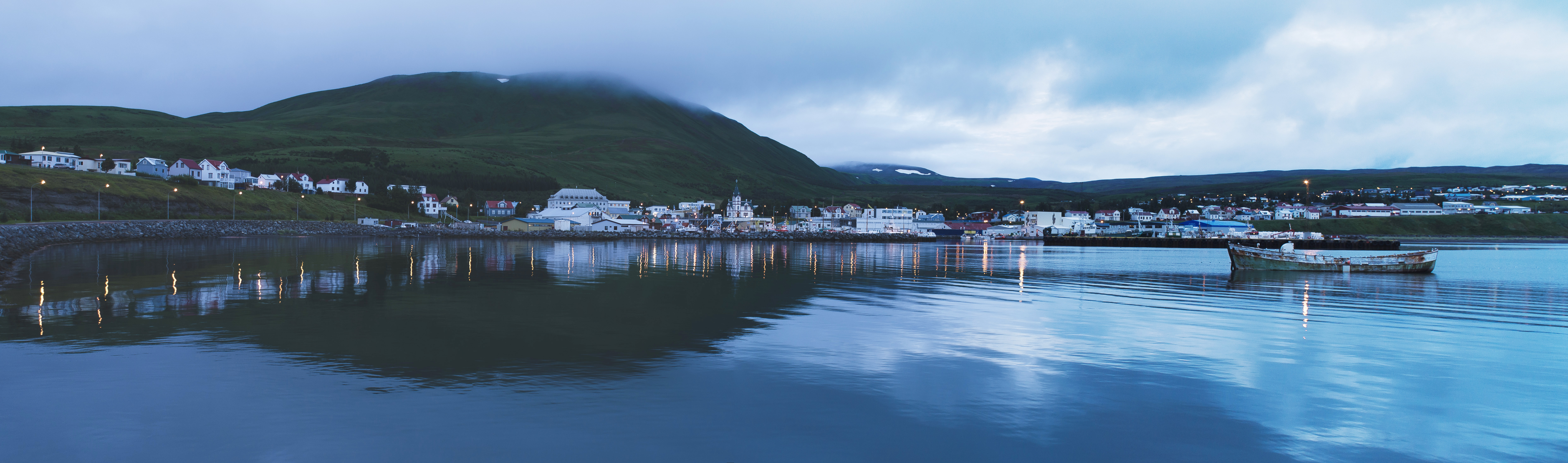
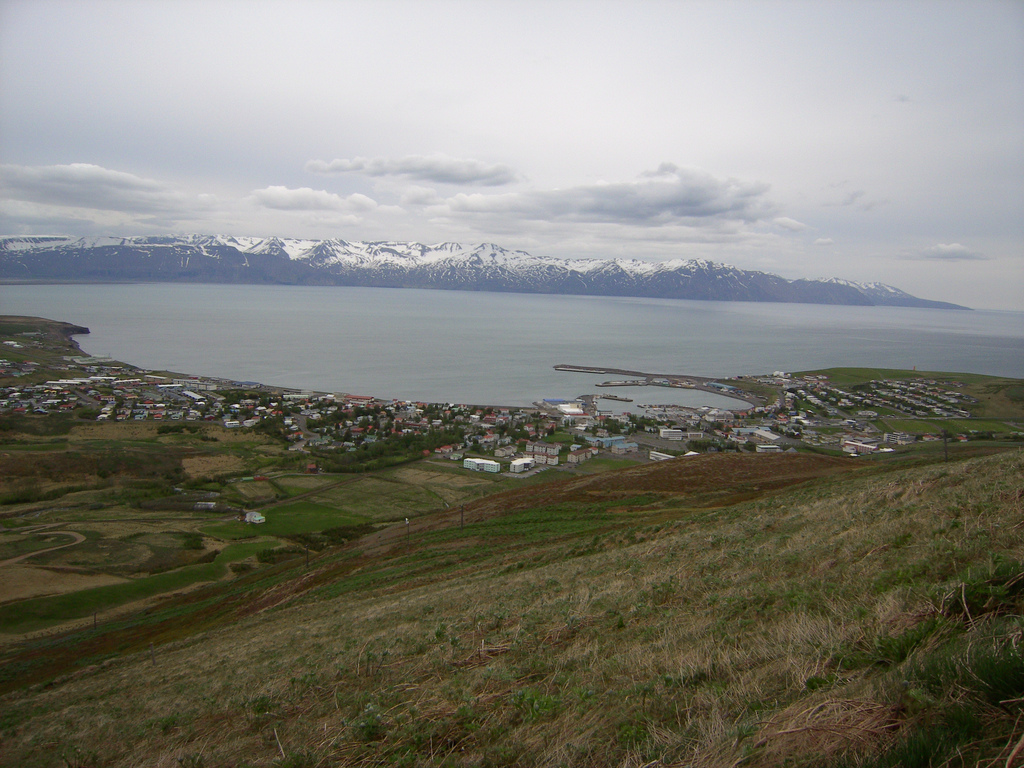
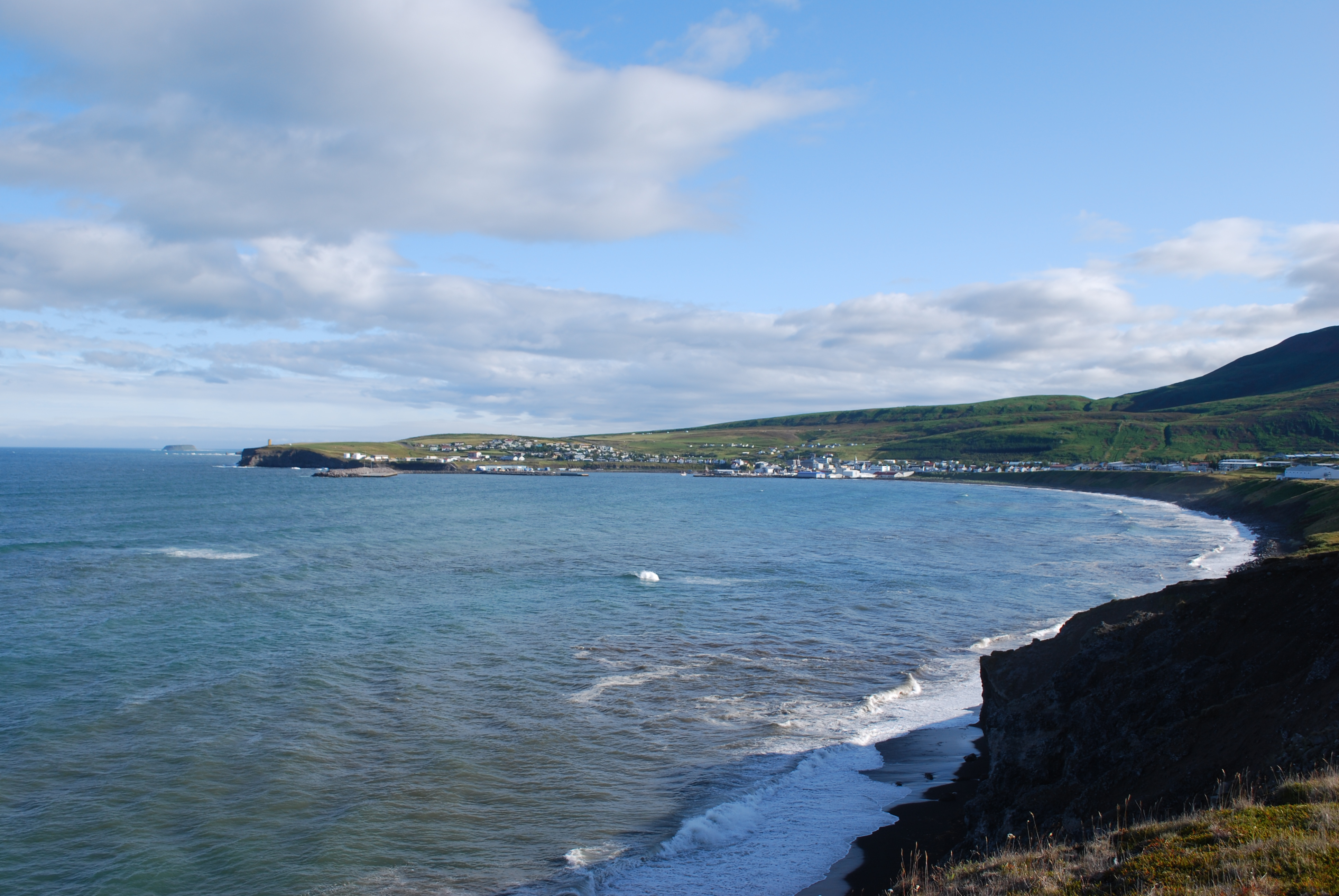
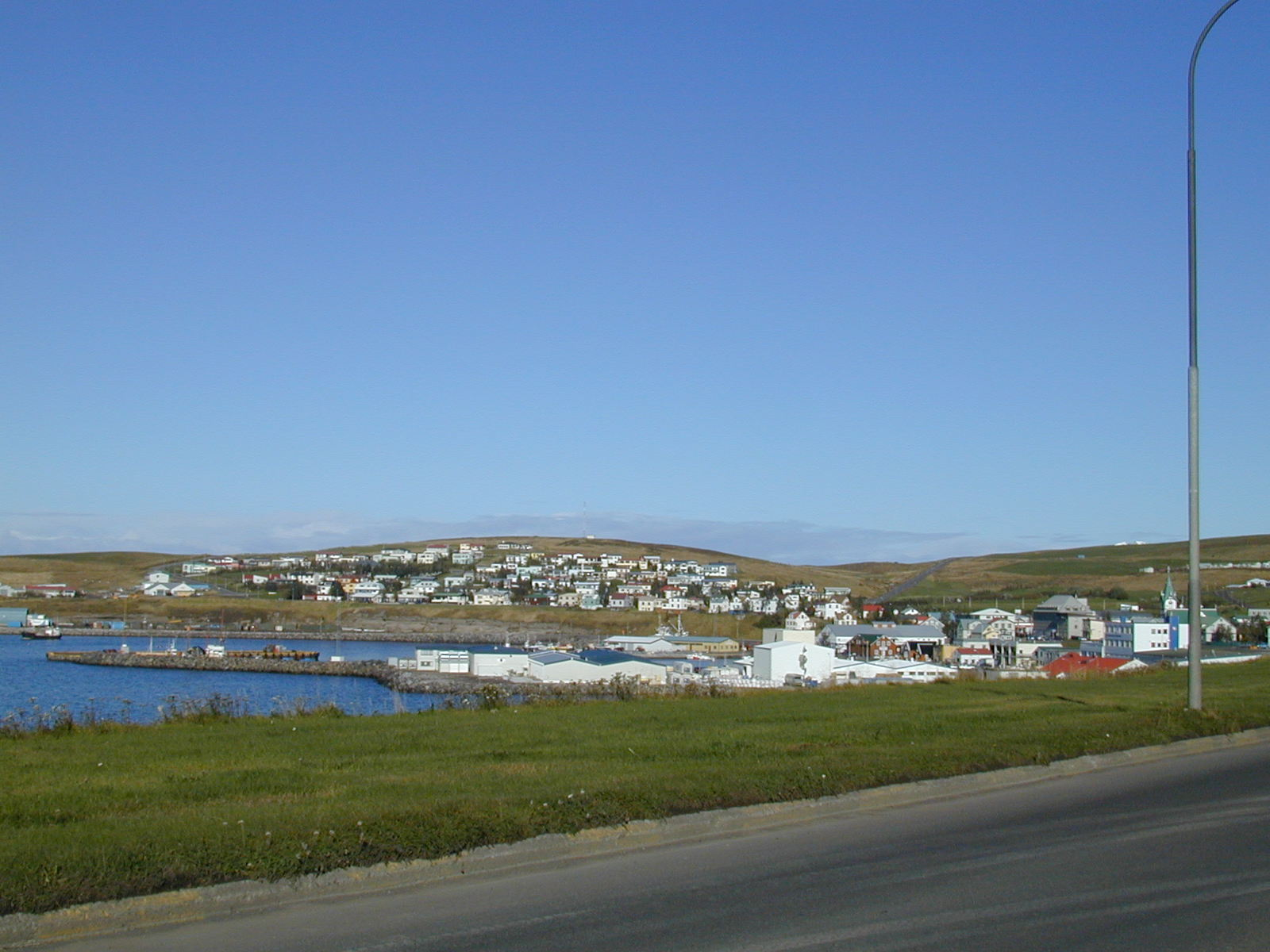
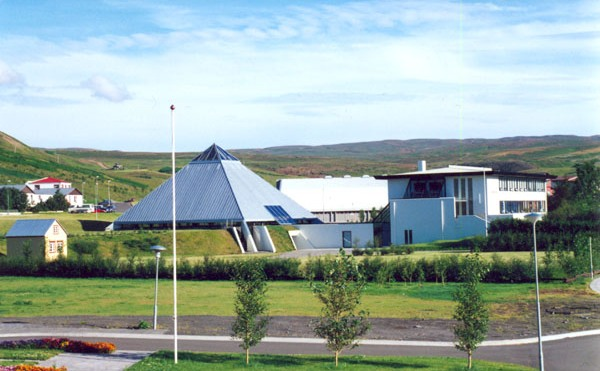
Museo Safnahúsið
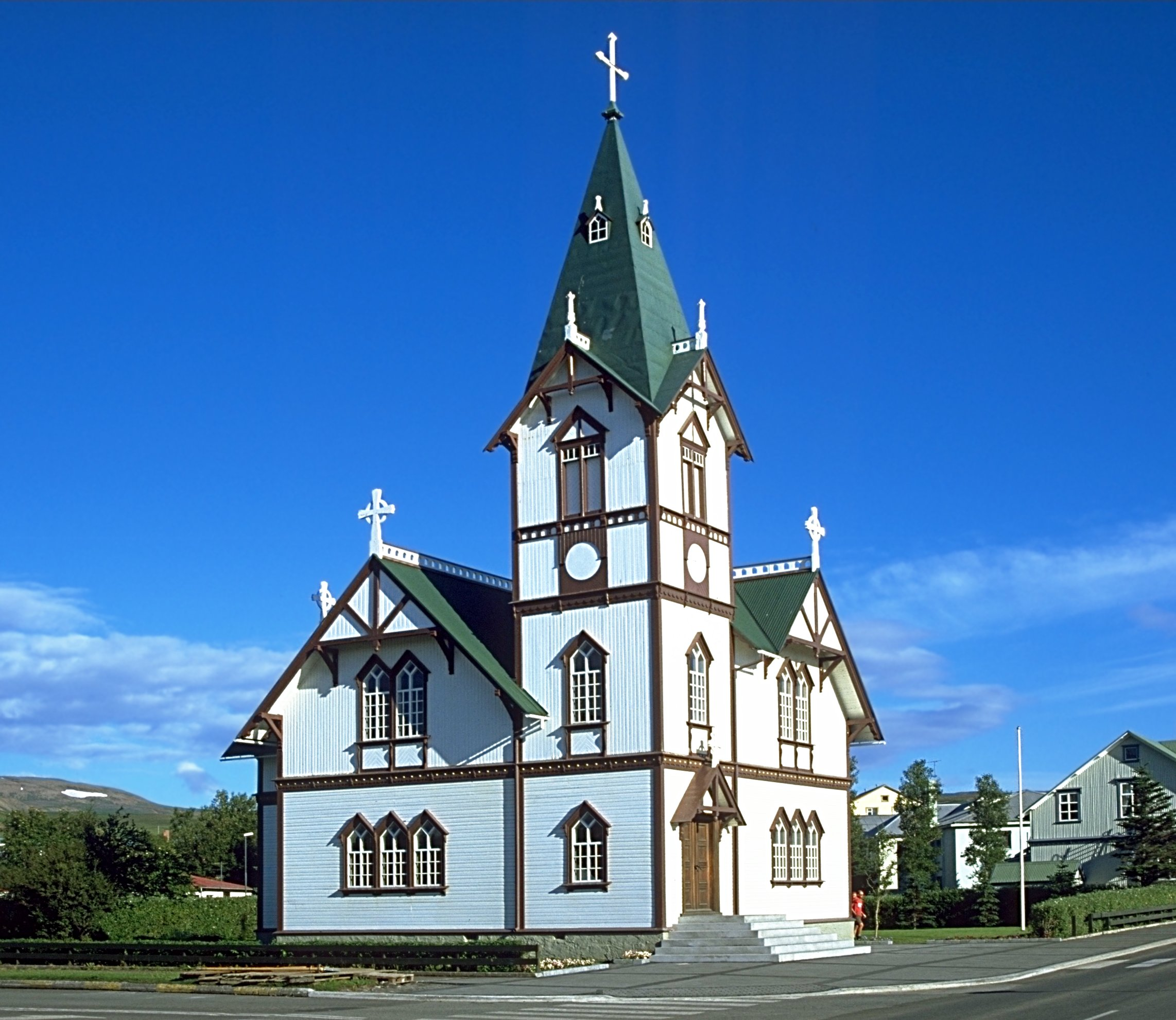
Iglesia
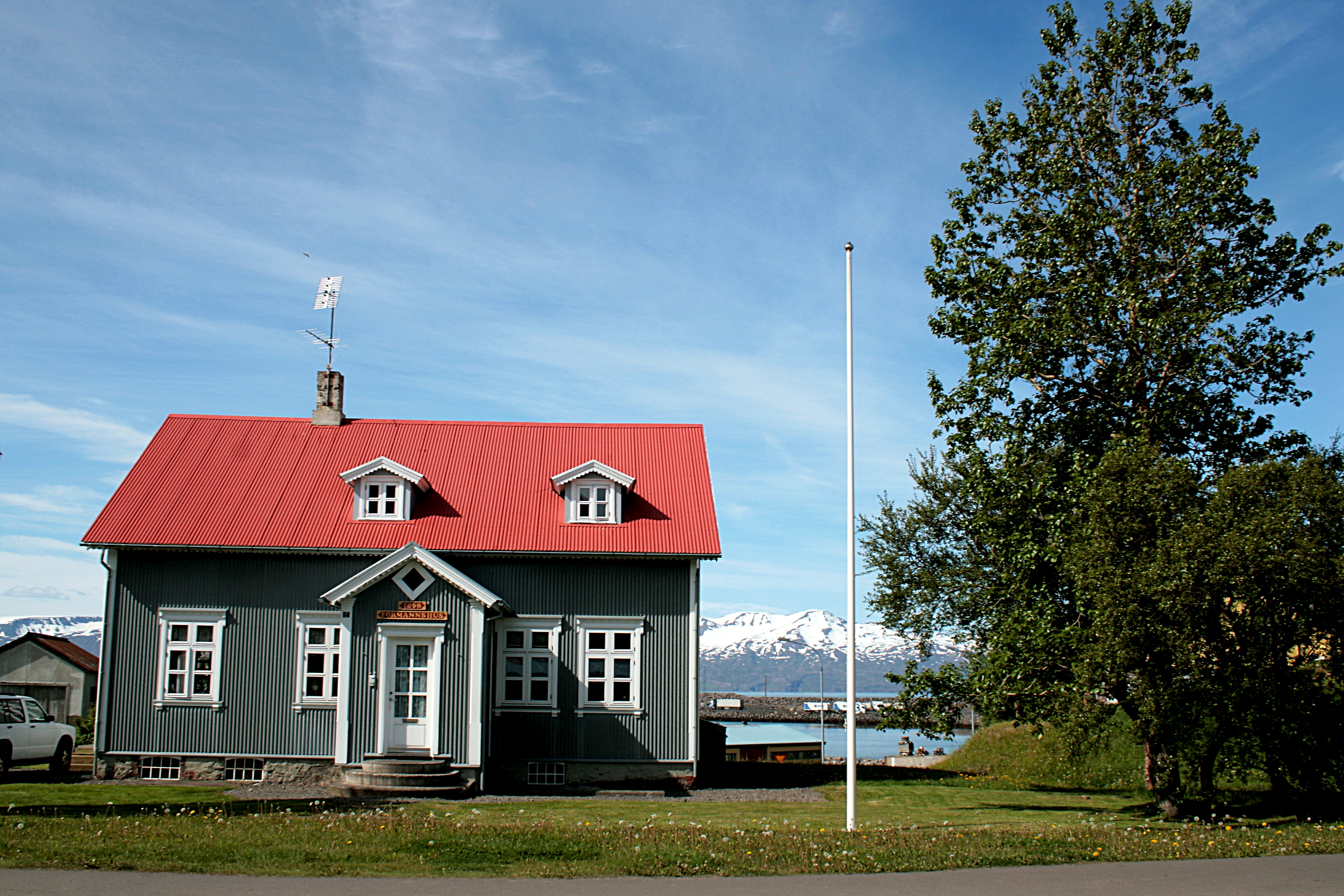
Casa Formannshús (1898)